# Linda Gordon
Linda Gordon, née le 19 janvier 1940 est une féministe et historienne américaine d'origine juive. Elle remporte deux fois le prix Bancroft, le prix Marfield et le prix littéraire WILLA de non-fiction historique pour Dorothea Lange : A Life Beyond Limits, ainsi que le prix Antonovych pour Cossack Rebellions : Social Turmoil in the Sixteenth-Century Ukraine (SUNY Press, 1983).

## Carrière
Linda Gordon est née à Chicago mais considère Portland, Oregon, comme sa ville natale. Elle est la fille de William et Helen Appelman Gordon et la sœur de Laurence Edward Gordon et Lee David Gordon. Elle est l'épouse d'Allen Hunter et ils ont une fille, Rosa Gordon Hunter. Elle est diplômée du Swarthmore College et de l'Université Yale avec une maîtrise et un doctorat en histoire russe. Sa thèse est ensuite publiée sous le titre Cossack Rebellions.
Elle enseigne à l'Université du Massachusetts à Boston de 1968 à 1984 et à l'Université du Wisconsin à Madison de 1984 à 1999. L'Université du Wisconsin lui décerne la chaire la plus prestigieuse de l'université, la Chaire de recherche Vilas. Ensuite, elle est professeure universitaire de sciences humaines et professeure d'histoire à l'Université de New York. Gordon est rédactrice en chef, associée fondatrice du Journal of Women's History et siège au conseil consultatif de Signs: Journal of Women in Culture and Society,.
À partir des années 1970, les recherches et les écrits de Gordon se penchent sur les racines historiques des débats contemporains sur la politique sociale aux États-Unis, en particulier en ce qui concerne les questions de genre et de famille. Son livre sur ces sujets, Woman's Body, Woman's Right (publié en 1976 et réédité en 1990), traite de la politique de contrôle des naissances aux États-Unis. Il est entièrement révisé et republié en 2002 sous le titre The Moral Property of Women.
En 1988, elle publie une étude historique sur la façon dont les États-Unis ont traité la Violence familiale, notamment la maltraitance des enfants, la violence conjugale et les abus sexuels, Heroes of Their Own Lives, qui remporte le prix Joan Kelly de la Société américaine d'histoire.
Pitied But Not Entitled, son histoire du bien-être, remporte le prix Berkshire du meilleur livre sur l'histoire des femmes et le prix Gustavus Myers des droits de l'homme. 
Elle siège au Conseil consultatif national sur la violence à l'égard des femmes sous l'administration Clinton.
Changeant de direction dans les années 1990, Gordon commence à explorer l’histoire narrative, comme moyen de donner vie à des développements historiques à grande échelle. Elle-même occidentale, elle souhaite écrire des histoires qui contribueraient à contrecarrer les préjugés de la côte Est dans la manière dont l'histoire américaine est racontée. Son livre The Great Arizona Orphan Abduction est l'histoire d'une action de justicier contre les Américains d'origine mexicaine, et remporte le prix Bancroft du meilleur livre de l'histoire américaine et le prix Beveridge.
Sa biographie de la photographe Dorothea Lange remporte de nombreux prix, notamment : le prix Bancroft du meilleur livre sur l'histoire des États-Unis (ce qui fait de Gordon l'un des rares à avoir remporté ce prix deux fois), le Los Angeles Times Book Prize et le prix du National Arts Club pour la meilleure écriture artistique. Au cours de ses recherches sur ce livre, elle découvre un groupe important de photographies de Lange jamais publiées : des photographies de l'internement d'Américains d'origine japonaise pendant la Seconde Guerre mondiale, commandées par l'armée américaine mais ensuite saisies parce qu'elles étaient trop critiques à l'égard de l'internement politique. Gordon sélectionne 119 de ces images et les publie, avec des introductions rédigées par elle-même et par l'historien Gary Okihiro (en).
Gordon est élue à la Société américaine de philosophie en 2015.
En 2017, Gordon publie The Second Coming of the KKK: The Ku Klux Klan of the 1920s and the American Political Tradition.

## Publications
- Linda Gordon, Woman's Body, Woman's Right: the History of Birth Control Politics in America, Viking/Penguin, 1976 (ISBN 9780140131277) Details.
- Linda Gordon, Cossack Rebellions: Social Turmoil in the Sixteenth-Century Ukraine, SUNY Press, 1983 (ISBN 9780873956543) Details.
- Linda Gordon, Heroes of Their Own Lives: the Politics and History of Family Violence : Boston, 1880-1960, Viking/Penguin, 1988 (ISBN 9780252070792) Details.
- Linda Gordon, Pitied But Not Entitled: Single Mothers and the History of Welfare, Free Press, 1994 (ISBN 9780674669826) Harvard University Press 1995. Details.
- Linda Gordon, The Great Arizona Orphan Abduction, Harvard University Press, 1999 (ISBN 978-0674360419) Details.
- Linda Gordon, The Moral Property of Women, University of Illinois Press, 2002 (ISBN 978-0252027642) Details.
- Linda Gordon, Impounded: Dorothea Lange and the Censored Images of Japanese American Internment in World War II, W. W. Norton, 2006 (ISBN 978-0393060737, lire en ligne ) Details.
- Linda Gordon, Dorothea Lange: A Life Beyond Limits, W. W. Norton, 2009 (ISBN 9780393057300, lire en ligne ) Details.
- Linda Gordon, The Second Coming of the KKK: The Ku Klux Klan of the 1920s and the American Political Tradition, Liveright, 2017 (ISBN 978-1631493690) Details.
- Linda Gordon, Inge Morath: Magnum Legacy - An Illustrated Biography, Magnum Foundation/Prestel, 2018 (ISBN 978-3-7913-8201-2)